# Bezděkov pod Třemšínem
Bezděkov pod Třemšínem – wieś i gmina w Czechach, w powiecie Przybram, w kraju środkowoczeskim. 1 stycznia 2014 liczyła 143 mieszkańców.